# Erika Brüning
Erika Brüning (* 8. November 1910 in Berlin; † 19. Januar 1973 ebenda) war eine deutsche Sängerin, Kabarettistin, Komponistin und Autorin.

## Leben
Erika Brüning war kurz nach dem Zweiten Weltkrieg von Willi Schaeffers für eine Kabarett-Revue entdeckt worden: „Da traf jemand mit jedem Wort den richtigen Ton, schlicht, unpathetisch, fern von jeder Raffinesse, verbreitete Erika Brüning echte Rührung. (...) In allen Städten der Bundesrepublik, in denen das Kabarett der Komiker nach der Währungsreform gastierte, wurde Erika Brüning gefeiert als sympathische Botschafterin der ehemaligen Reichshauptstadt.“ Sie nahm als Sängerin zwischen 1948 und den 60er Jahren einige Schallplatten mit namhaften Orchestern auf und wurde auch als Komponistin und Texterin von Schlagern bekannt, vorwiegend mit Berliner Lokalkolorit. Einige ihrer größten Erfolge entstanden in Zusammenarbeit mit Gerhard Froboess, für dessen Tochter Cornelia sie u. a. den Text lieferte zum Sommerhit des Jahres 1952: Pack die Badehose ein.
Erika Brüning war die dritte Ehefrau des Politikers und Hochstaplers Walter Günther (SPD). Sie lernte ihn 1956 kennen, als sie ohne Gage in seinem Spital sang.

## Lieder
- Berliner Jungens, die sind richtig (auch Text)
- Du mein Berlin kannst nicht untergeh’n (auch Text)[5]
- Kommste mit, kommste mit zum Sportpalast?
- Pack' die Badehose ein (nur Text)
- O diese Jöre (nur Text)
- Einmal Cowboy sein! (auch Text)
- Der letzte Leierkastenmann (nur Text)

## Diskographie (Auswahl)
- Auf Wiederseh’n (mit Orch. Kurt Drabek, Imperial 19297, Aufnahmedatum 1948)
- Mal mit Willi auf dem Mond sein (mit Orch. Kurt Drabek, Imperial 19297, Aufnahmedatum 1948)[6]
- Hier in Berlin hab' ich Murmeln gespielt (mit Orch. Paul Woitschach, Odeon 26845, Aufnahmedatum 3. Oktober 1949)
- Ich kann doch von Berlin nicht weg (mit Orch. Paul Woitschach, Odeon 26845, Aufnahmedatum 3. Oktober 1949)
- Du mein Berlin kannst nicht untergeh'n (mit Orch. Paul Woitschach, Odeon 26831, Aufnahmedatum 3. Oktober 1949)
- Berliner Jungens, die sind richtig (mit Orch. Paul Woitschach, Odeon 26831, Aufnahmedatum 3. Oktober 1949)[5]
- Wenn wir uns wiederseh'n im schönen Spree-Athen (mit Orch. Heinz Munsonius, Starlet 45 – 1640, Aufnahmedatum 1960)
- Der letzte Leierkastenmann (mit Orch. Heinrich Riethmüller, Schallplatten Anton Kalina – 62-215)
- Kleine Mary (mit Orch. Heinrich Riethmüller, Schallplatten Anton Kalina – 62-215)
- Seh'n Sie, das ist Berlin! (Opera – 44941)[7]

## Bücher
- Das Berliner Herz (Kunstverlag Berlin, 1949)
- Mein jeliebtes Berlin (Staneck-Verlag Berlin, 1962)

## Film und Fernsehen
- 1953: Berlin im Lied (ARD)
- 1954: Der Hecht auf der Tanne (NWDR)
- 1954: 'ne schöne Bescherung (SFB)[8]
- 1958: Das gab’s nur einmal (als sie selbst)